# Torre del Diavolo (Sarroch)
La torre del Diavolo è una torre di avvistamento che si trova sul promontorio di punta Zavorra, nel golfo degli Angeli, in territorio di Sarroch.

## Descrizione
Fu voluta dalla Corona di Spagna come parte del complesso di strutture fortificate che dall'alto medioevo sino alla metà del diciannovesimo secolo hanno costituito il sistema difensivo, di avvistamento e di comunicazione della fascia costiera dell'isola.
La torre, costruita a 50 metri sul livello del mare con materiale di roccia vulcanica, andesite e fregi in arenaria calcarea, è di forma tronco-conica e fu edificata nel 1639 secondo la Carta di Francesco Vico. La struttura  ha una volta a cupola con foro per accesso al terrazzo.